# Diana Rowden
Diana Rowden (Londra, 31 gennaio 1915 – Campo di concentramento di Natzweiler, 6 luglio 1944) è stata un'agente segreto britannica, giustiziata nel campo di concentramento alsaziano di Netzweiller-Struthof.

## Biografia
Diana Rowden nasce in Inghilterra, figlia del Maggiore della British Army Clement Rowden e di Muriel Christian Maitland-Makgill-Crichton. Dopo la separazione dei genitori, segue la madre che si trasferisce nel sud della Francia, ai confini con l'Italia. Frequenta le scuole di Cannes e Sanremo, poi torna in inghilterra, per infine spostarsi a Parigi per continuare i propri studi alla Sorbona e trovare lavoro come giornalista.

### Seconda guerra mondiale
Durante il secondo conflitto bellico mondiale, si arruola nella Croce Rossa francese. Dopo la caduta della Francia, rimane bloccata nel paese ospitante fino a che non riesce a fuggire, attraverso  la Spagna e poi in Portogallo, fino ad arrivare in Inghilterra. Nel 1941 si arruola nella sezione femminile dell'aeronautica britannica (Women's Auxiliary Air Force), fino a diventare Ufficiale di Sezione. Durante questa esperienza, entrerà in contatto con Harry Sporborg e William Simpson dello Special Operations Executive (SOE) e si interesserà alle loro attività, esprimendo interesse verso l'attività di resistenza in Francia.

### Attività nel SOE
Nel 1943 ottiene il primo colloquio nello Special Operations Executive, e dopo una breve  preparazione, viene inviata nella valle della Loira, in territorio occupato. Lì svolge attività di resistenza, staffetta e collaborando ad operazioni di attacco. Solo un mese dopo il suo arrivo, il responsabile della Rowden viene arrestato, e la donna è costretta a nascondersi, rifugiandosi presso una famiglia di Clairvaux-les-Lacs.
A metà novembre 1943 viene tradita dall'arrivo di un falso nuovo agente, che la trae in inganno, conducendola all'arresto. Dopo diversi interrogatori e spostamenti tra diverse carceri francesi, viene infine spostata nel campo di concentramento di Natzweiler, in Alsazia, assieme ad altri agenti del SOE arrestati, ossia Sonya Olschanezky, Andrée Borrel, Yolande Beekman, Vera Leigh, Eliane Plewman, Odette Sansom-Hallowes e Madeleine Damerment.
Gli arrestati del SOE sarebbero dovuti rientrare nell'operazione Nacht und Nebel (Notte e nebbia), che intendeva eliminarli con camera a gas e cremazione, in incognito. Tuttavia, al loro arrivo, i condannati vennero identificati dai prigionieri Albert Guérisse e Brian Stonehouse, della Resistenza belga.

## Onorificenze postume
Dopo la morte venne onorata di diversi titoli, tra cui l'Ordine dell'Impero Britannico e la Legion d'onore Francese.